# Coccidiphila
Coccidiphila é um gênero de traça pertencente à família Cosmopterigidae.